# Brandýs nad Orlicí
Brandýs nad Orlicí är en stad i Tjeckien.   Den ligger i regionen Pardubice, i den östra delen av landet, 130 km öster om huvudstaden Prag. Brandýs nad Orlicí ligger 306 meter över havet och antalet invånare är 1 435.
Terrängen runt Brandýs nad Orlicí är platt västerut, men österut är den kuperad. Runt Brandýs nad Orlicí är det ganska tätbefolkat, med 65 invånare per kvadratkilometer. Närmaste större samhälle är Choceň, 4,4 km väster om Brandýs nad Orlicí. I omgivningarna runt Brandýs nad Orlicí växer i huvudsak blandskog.